# Bernardino Faustini
Bernardino Faustini (Terni, 14 maggio 1816 – Terni, 2 febbraio 1887) è stato un politico e patriota italiano, sindaco di Terni dal 1869 al 1878.

## Biografia
Bernardino Faustini, patriota e politico italiano, nacque a Terni nel 1816, da antica ed agiata famiglia ternana che molto si spese per l'Unità d'Italia e per l'annessione di Roma all'Italia. Era figlio di Francesco Faustini e della nobile perugina Barbara Guardabassi. Bernardino Faustini trascorse la propria giovinezza nel centro di Terni, nella propria casa di famiglia (nell'odierno Corso Tacito), non ancora ristrutturata secondo lo stile neo-rinascimentale dal fratello Benedetto a fine Ottocento. Tra i suoi fratelli si ricorda, oltre all'architetto Benedetto Faustini, Pietro Faustini, noto patriota ternano.
Suo padre era stato imprigionato per aver partecipato ad attività "sovversive" dalla magistratura dello Stato Pontificio come anche il fratello della madre Francesco Guardabassi, noto patriota perugino esiliato in Francia e futuro senatore del Regno. I fratelli Faustini (Bernardino, Pietro e Benedetto) diedero un contributo importante ai moti insurrezionali contro il potere pontificio e per l'Unità d'Italia, rischiando la vita e mettendo a disposizione il proprio patrimonio familiare. Numerosi e frequenti furono gli scambi epistolari tra i Faustini e lo stesso Giuseppe Garibaldi conservati in numerosi musei italiani. Si ricorda che da una casa dei Faustini al Vocabolo Pescecotto di Narni partirono oltre cento volontari, compresi numerosi membri della Famiglia Faustini ed i celebri fratelli Cairoli: molti di questi si immolarono a Villa Glori per la causa d'Italia. 
Nella organizzazione dei volontari per l'impresa di Roma i Faustini, che già avevano sacrificato parte del loro patrimonio alle idealità della patria, esaurirono quasi completamente le sostanze domestiche. 
Bernardino Faustini fu il secondo sindaco di Terni dopo l'Unità d'Italia, primo sindaco/gonfaloniere non di estrazione aristocratica in secoli di storia locale, essendo succeduto al nobile Giuseppe Nicoletti. Eletto da una base elettorale maschile basata sul censo, composta da poche centinaia di individui, il Faustini assunse posizioni progressivamente più moderate. Di idee repubblicane, militò nella sinistra storica, ed avversò la destra clericale ed aristocratica legata alla passata dominazione pontificia. Significativi furono inoltre gli acquisti che i Faustini fecero alle aste dei soppressi beni ecclesiastici tra il 1861 ed il 1873.